# BMW 2 Серії (F22)
Перше покоління лінійки купе та кабріолетів субкомпактного представницького автомобіля BMW 2 Серії складається з BMW 2 серії (F22) для версії купе та BMW 2 серії (F23) для версії кабріолет. F22/F23 виробляється з листопада 2013 року, і їх часто називають F22.
F22 був випущений як наступник E82 1 серії купе та E88 1 серії кабріолет. В даний час він виробляється в Лейпцигу, раніше разом із серією хетчбек F20 1 серії.
Високопродуктивна модель F87 M2 виробляється в кузові купе. Він оснащений рядними шестициліндровими двигунами BMW N55 і BMW S55 з турбонаддувом.
Сполучені Штати є найпопулярнішим ринком для серії 2, на який припадає третина всіх продажів, за ними йдуть Німеччина та Великобританія.

## Розробка та запуск
Прем'єра моделі купе відбулася на Північноамериканському міжнародному автосалоні 2014 року, а продажі стартували в березні 2014 року. Прем'єра кабріолета відбулася пізніше в жовтні 2014 року на Паризькому автосалоні, а запущена в лютому 2015 року. Зовнішній дизайн очолив Крістофер Вейл.
F22 серії 2 має розподіл ваги 50:50 і оснащений передньою підвіскою Макферсон і п'ятиважільною задньою підвіскою. Порівняно з E82 1 серії купе, F22 2 серії становить на 72 мм, довший, на 26 мм, ширше і на 5 мм, нижчий. Серія 2 також має на 6 мм, більше переднього простору над головою та на 22 мм, більше місця для ніг ззаду та має додаткові 20 літрів об'ємом багажника до 390 л. Серія 2 має знижений коефіцієнт лобового опору 0,29 °C для купе 220i.
Жорсткість моделей-кабріолетів на 20 % збільшена порівняно з кабріолетом серії E88 1, а також мають електричний кабріолет, який можна піднімати або опускати за 20 секунд зі швидкістю до 50 км/год (31 миля/год).
Усі моделі відповідають стандарту вихлопних газів Euro 6.

## Стилі кузова

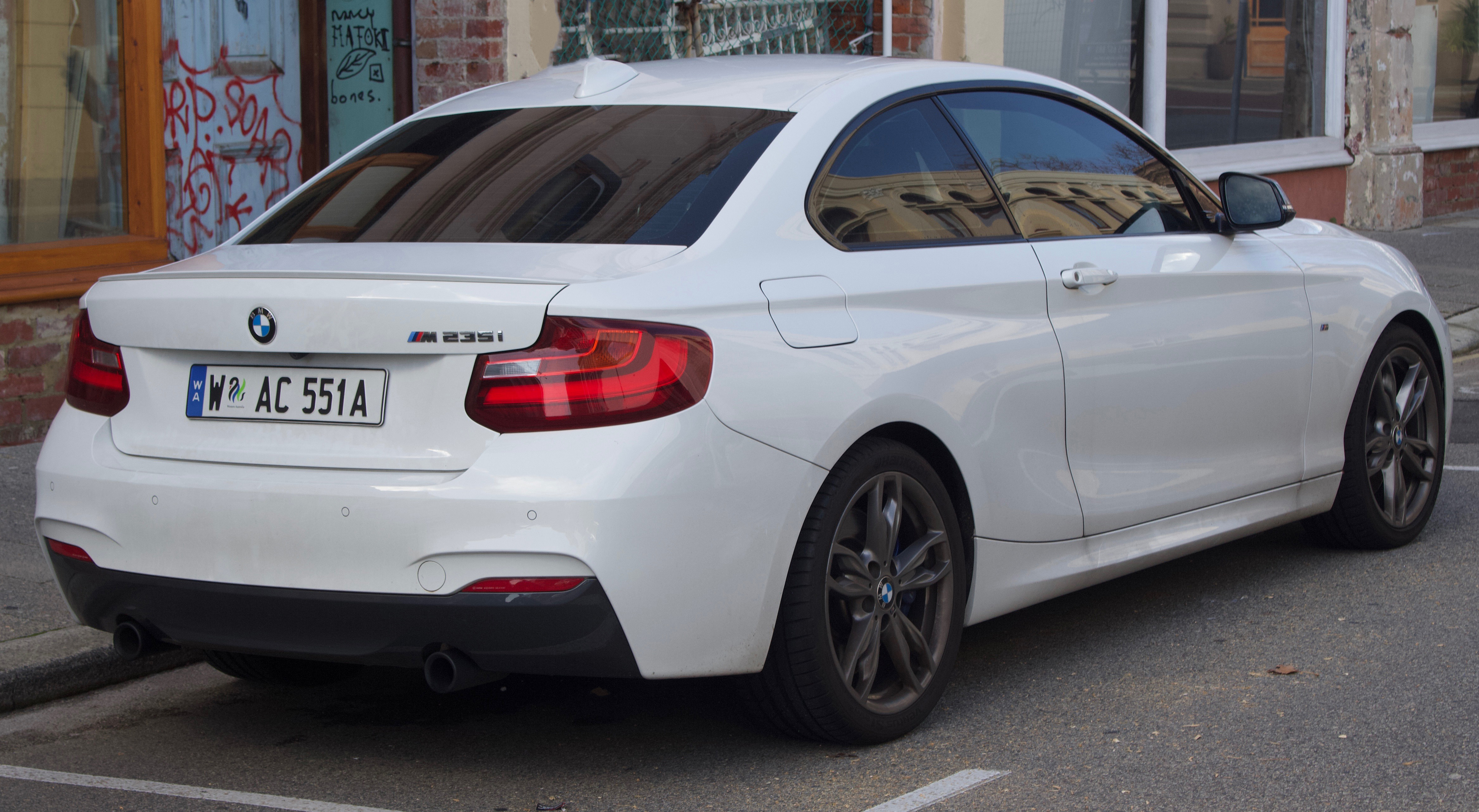
Купе (F22)
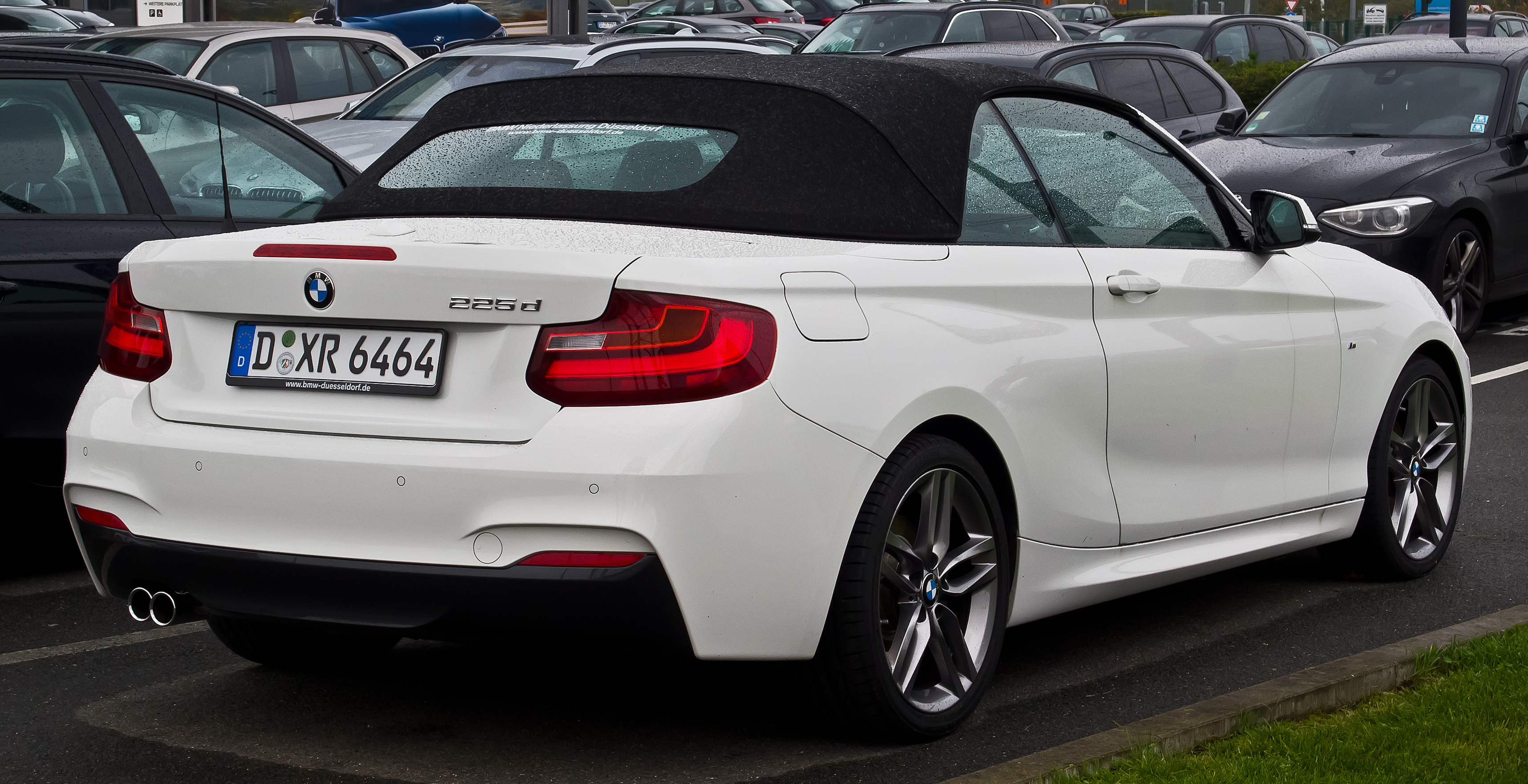
Кабріолет (F23)

## Обладнання

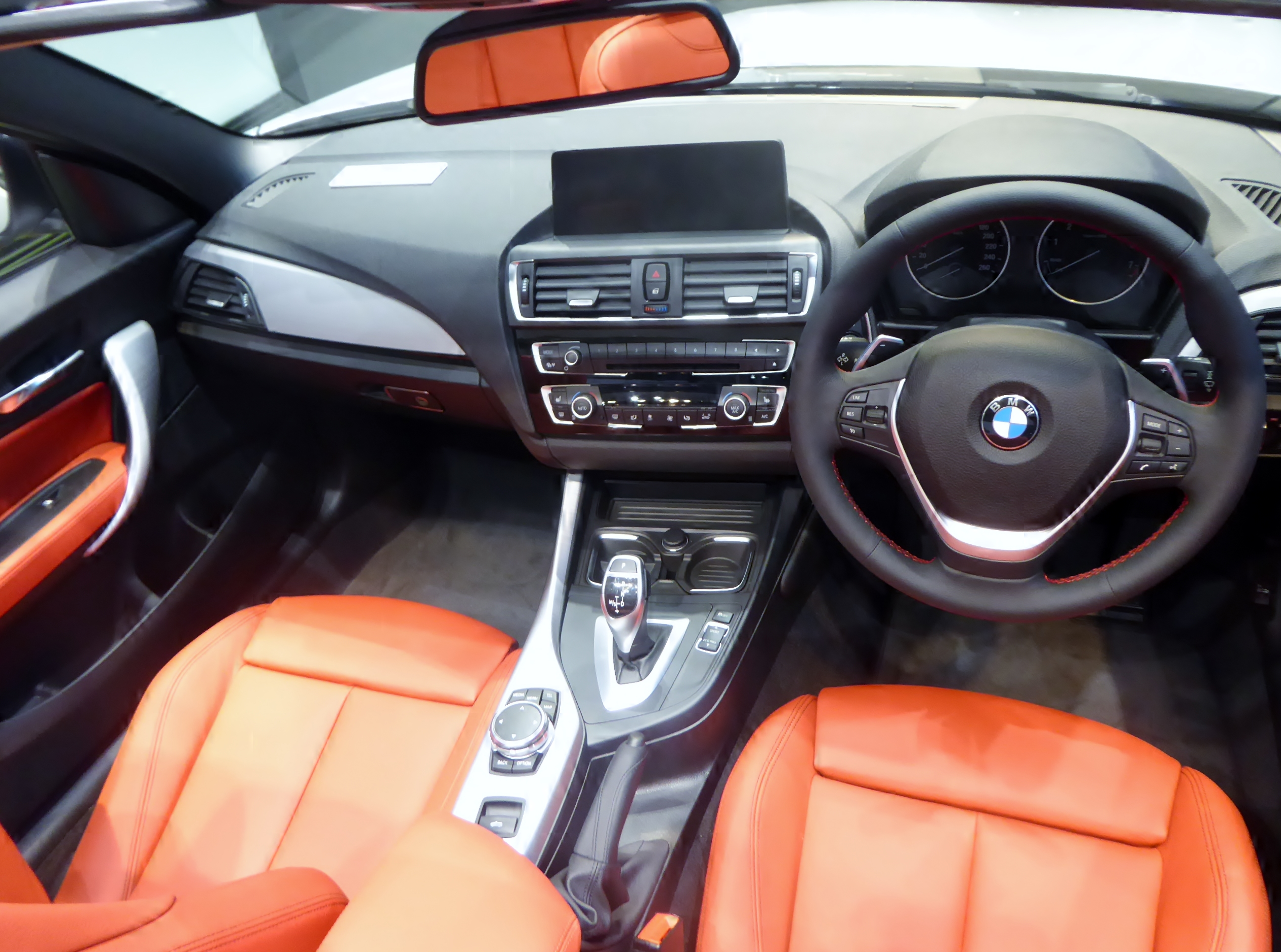
Інтер'єр

У стандартну комплектацію входить автоматичний клімат-контроль, iDrive з 6,5-дюймовим дисплеєм і задні сидіння, що складаються у співвідношенні 60:40. Серія 2 доступна в комплектаціях Sport Line, Modern Line і M Sport. Моделі спортивної лінії оснащені глянцевим чорним зовнішнім оздобленням, а моделі сучасної лінії мають алюмінієве зовнішнє оздоблення. Моделі M Sport мають на 10 мм, нижчу підвіску, спортивні сидіння та зовнішній стиль M.
218—230 із комплектацією M Sport і моделі M235-240 можуть бути оснащені деталями M Performance. До них входять спліттер, бічні пороги, спойлер і дифузор.
Додаткове обладнання включає автоматичне паркування, розпізнавання дорожніх знаків, систему Harman Kardon HiFi та Apple CarPlay. Моделі також доступні з професійною навігацією iDrive, яка має більший 8,8-дюймовий дисплей із вбудованою SIM-картою з підтримкою LTE, що дозволяє автоматично оновлювати інформацію про дорожній рух у реальному часі та інформацію про паркування на вулиці.

## Моделі

### Бензинові двигуни
| Модель             | Роки           | Двигун                  | Потужність                              | Крутний момент                             | 0–100 км/год (0-62 миль/год) |
| ------------------ | -------------- | ----------------------- | --------------------------------------- | ------------------------------------------ | ---------------------------- |
| 218i               | 2015–          | B38A15M01,5 л I3 турбо  | 100 кВт (134 к. с.) при 4500–6000 об/хв | 220 Н⋅м (162 фунт⋅фут) при 1250 об/хв      | 8,9 с                        |
| 220i               | 2014–2016 роки | N20B20 2,0 л I4 турбо   | 135 кВт (181 к. с.) при 5000–6250 об/хв | 270 Н⋅м (199 фунт⋅фут) при 1250–4500 об/хв | 7,0 с                        |
| 220i               | 2016–2021 роки | B48B20 2,0 л I4 турбо   | 135 кВт (181 к. с.) при 5000–6250 об/хв | 290 Н⋅м (214 фунт⋅фут) при 1250–4500 об/хв | 7,2 с                        |
| 228i               | 2014–2016 роки | N20B20 2,0 л I4 турбо   | 180 кВт (241 к. с.) при 5000–6500 об/хв | 350 Н⋅м (258 фунт⋅фут) при 1250–4800 об/хв | 5,7 с                        |
| 230i               | 2016–2021 роки | B48B20 2,0 л I4 турбо   | 185 кВт (248 к. с.) при 5200 об/хв      | 350 Н⋅м (258 фунт⋅фут) при 1450–4800 об/хв | 5,6 с                        |
| M235i              | 2014–2016 роки | N55B30O03.0 л I6 турбо  | 240 кВт (322 к. с.) при 5800–6000 об/хв | 450 Н⋅м (332 фунт⋅фут) при 1300–4500 об/хв | 4,8 с                        |
| M240i M240i xDrive | 2016–2021 роки | B58B30O0 3.0 л I6 турбо | 250 кВт (335 к. с.) при 5500 об/хв      | 500 Н⋅м (369 фунт⋅фут) при 1520–4500 об/хв | 4,6 c 4,4 с                  |
| M2                 | 2015–2018 роки | N55B30T0 3.0 л I6 турбо | 272 кВт (365 к. с.) при 6500 об/хв      | 465 Н⋅м (343 фунт⋅фут) при 1450–4750 об/хв | 4,3 с                        |
| М2 Competition     | 2018–2021 роки | S55 3,0 л I6 твін-турбо | 302 кВт (405 к. с.) при 5370–7200 об/хв | 550 Н⋅м (406 фунт⋅фут) при 2350–5230 об/хв | 4,2 с                        |
| M2 CS              | 2020 рік       | S55 3,0 л I6 твін-турбо | 331 кВт (444 к. с.) при 6250 об/хв      | 550 Н⋅м (406 фунт⋅фут) при 2350–5500 об/хв | 4,0 с                        |

### Дизельні двигуни
| Модель | Роки           | Двигун                       | Потужність                         | Крутний момент                             | 0–100 км/год (0-62 миль/год) |
| ------ | -------------- | ---------------------------- | ---------------------------------- | ------------------------------------------ | ---------------------------- |
| 218d   | 2014–2015 роки | N47D20O12,0 л I4 турбо       | 105 кВт (141 к. с.) при 4000 об/хв | 320 Н⋅м (236 фунт⋅фут) при 1750—2500 об/хв | 8,6 с                        |
| 218d   | 2015–          | B47D20 2,0 л I4 турбо        | 110 кВт (148 к. с.) при 4000 об/хв | 320 Н⋅м (236 фунт⋅фут) при 1500–3000 об/хв | 8,2 с                        |
| 220d   | 2014–2015 роки | N47D20O12,0 л I4 турбо       | 135 кВт (181 к. с.) при 4000 об/хв | 380 Н⋅м (280 фунт⋅фут) при 1750—2750 об/хв | 7,1 с                        |
| 220d   | 2015–          | B47D20 2,0 л I4 турбо        | 140 кВт (188 к. с.) при 4000 об/хв | 400 Н⋅м (295 фунт⋅фут) при 1750—2500 об/хв | 7,1 с                        |
| 225d   | 2014–2015 роки | N47D20T1 2,0 л I4 твін-турбо | 160 кВт (215 к. с.) при 4400 об/хв | 450 Н⋅м (332 фунт⋅фут) при 1500—2500 об/хв | 6,3 с                        |
| 225d   | 2015–2019 роки | B47D20 2,0 л I4 твін-турбо   | 165 кВт (221 к. с.) при 4400 об/хв | 450 Н⋅м (332 фунт⋅фут) при 1500–3000 об/хв | 6,2 с                        |

## BMW M2

### M2 (F87)

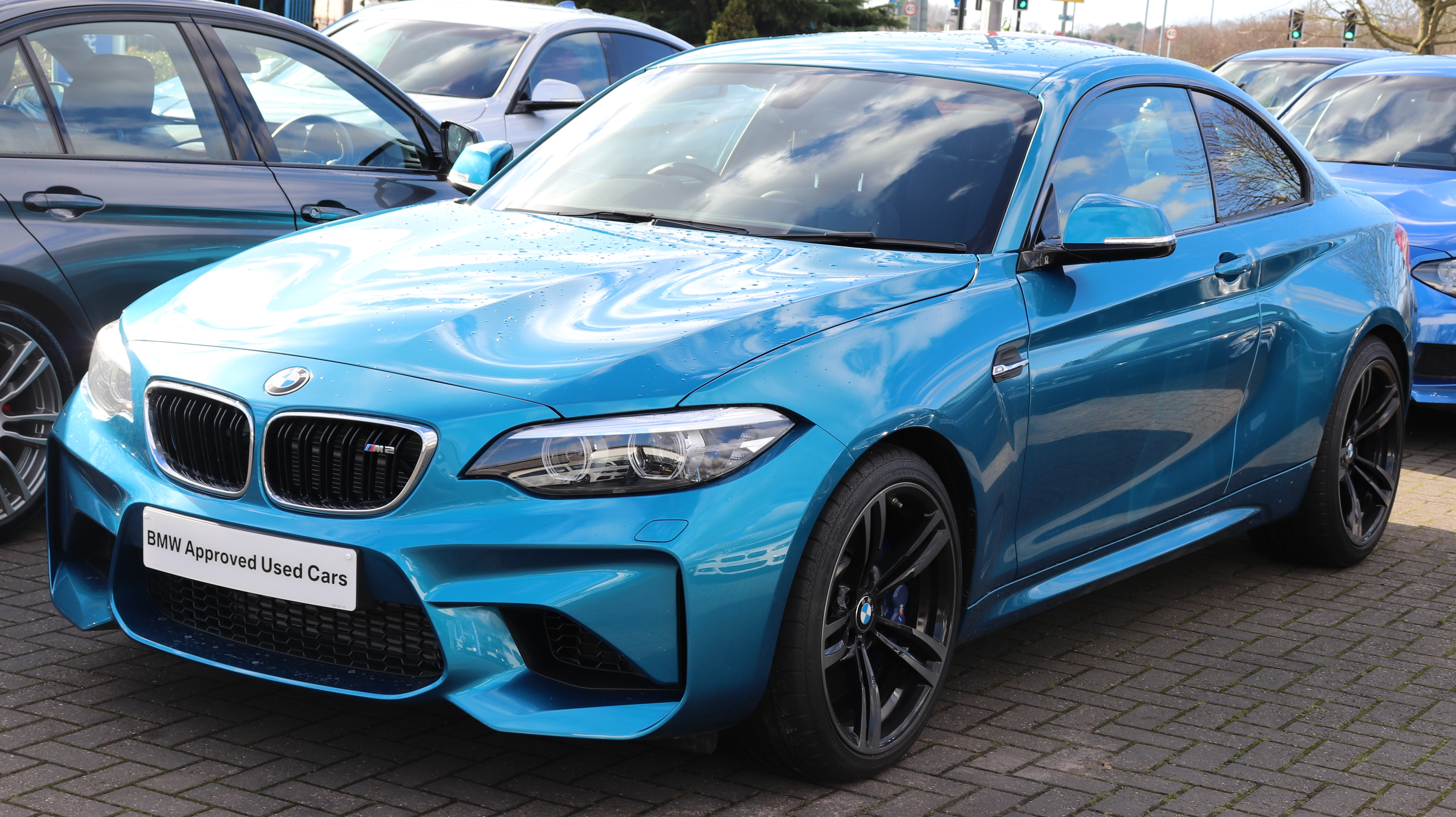
BMW M2 (F87)

У листопаді 2015 року BMW представила свою високопродуктивну версію 2-ї серії, M2, продажі якої розпочалися в 2016 році та були доступні лише як 2-дверне купе. Конкурс замінив стандартний автомобіль у 2018 році, а CS було представлено в листопаді 2019 року, а продажі почнуться в березні 2020 року, заплановано 2200 одиниць.

## Спеціальні варіанти

### M235i Track Edition
У 2015 році BMW продала M235i Track Edition як модель обмеженого виробництва на певних ринках. У Канаді він був обмежений 50 одиницями. Він постачався з тим же двигуном N55B30, що й стандартний M235i, але був оснащений диференціалом обмеженого тертя, підвіскою M Performance і вихлопом M Performance, тоді як двигуни сидінь і люк на даху були скасовані для економії ваги. Інші зміни включали спеціальні колеса, карбонові кришки дзеркал, спойлер багажника та повний аеродинамічний пакет M Performance.

## Зміни модельного року

### 2016 рік
Наступні зміни були доступні з літа 2016 року:
- Двигун у 4-циліндрових моделях, оновлений до B48B20 2,0 L I4 turbo
- Двигун у 6-циліндрових моделях, оновлений до B58B30O0 3,0 л I6 з турбонаддувом
- Представлена система iDrive 5.0[25]
- Доступна можливість бездротової зарядки[26]

### 2017 фейсліфтинг
Наступні зміни стосуються моделей підтяжки обличчя, випущених у липні 2017 року:
- Зміни в дизайні екстер'єру, включаючи: оновлену передню панель із шестикутними світлодіодними фарами, оновлені світлодіодні задні ліхтарі, а також новий дизайн сплаву та варіанти зовнішнього фарбування[27]
- Зміни в дизайні інтер'єру, включаючи: оновлену панель приладів і додаткові варіанти шкіри та тканини[28]

### 2019 рік
- З березня 2019 року всі моделі мають затемнені задні ліхтарі[29]
- Модель 225d знята з виробництва.

## Обсяги виробництва
Нижче наведено дані про виробництво серії 2:
| Рік      | Всього  |
| -------- | ------- |
| 2014 рік | 41,038  |
| 2015 рік | 157,144 |
| 2016 рік | 196,183 |
| 2017 рік | 181,113 |
| 2018 рік | 152,215 |

BMW не розбиває продажі на 2 варіанти серії, такі як F22, F23, F87, F45 і F46. F45 і F46 становлять більшість продажів серії 2 у всьому світі.

## Нагороди
- 2014 Red Dot Good Design Award[31]
- 2014 та 2015 Sport Auto «Найкраще купе до €50 000»[32]
- 2015 Auto Zeitung Design Award (компактний клас кабріолетів)[33]
- 10 найкращих автомобілів і водіїв 2015 і 2019 років[34][35]
- 2016 Auto Bild Sportscars «Спортивний автомобіль року»[36]
- 2016 Auto motor und sport «Autonis Best New Design» у компактному класі[37]
- Автомобіль року 2016 та 2017 Японія «Емоційний автомобіль року»[38]